# Просцениум

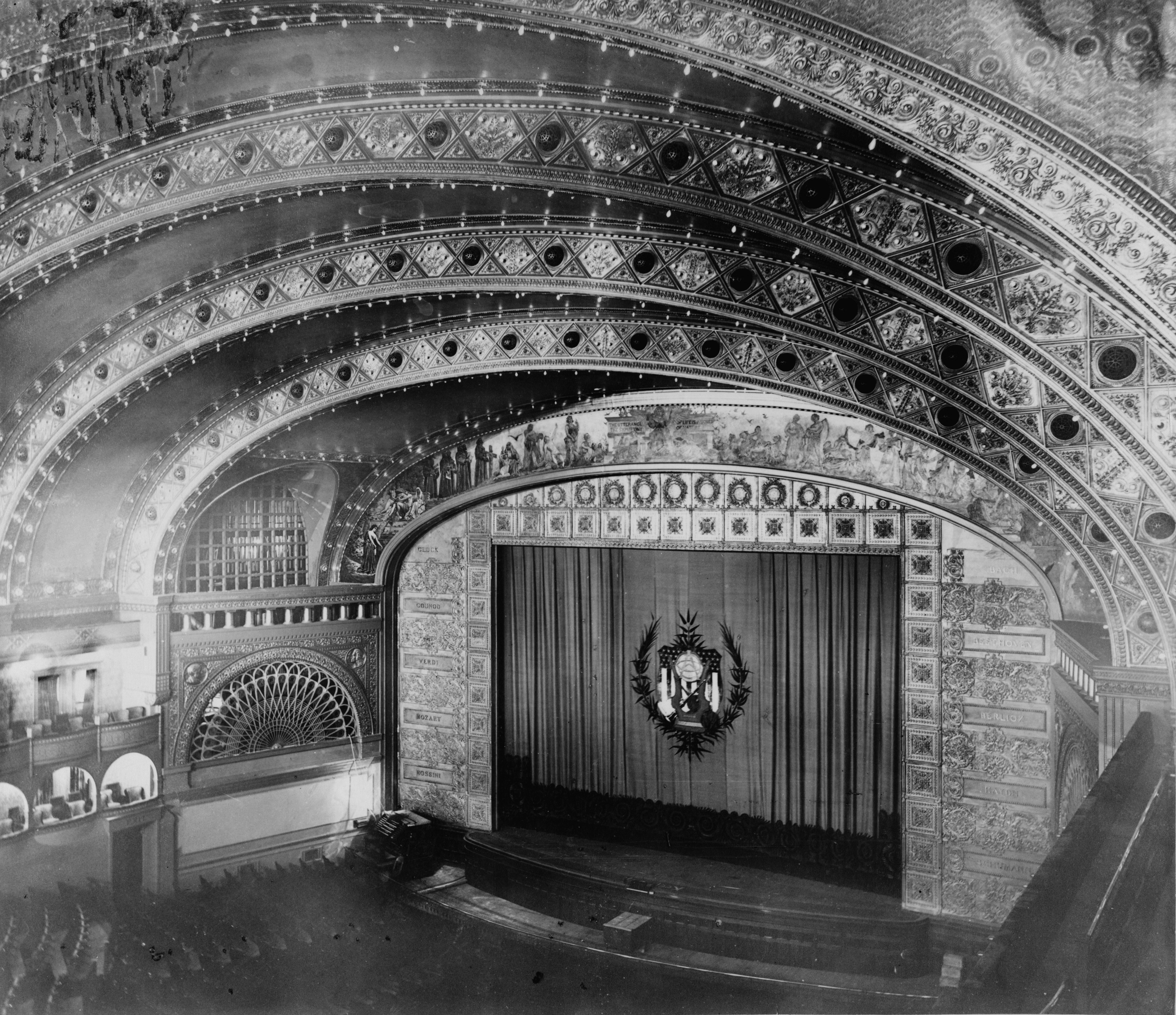
Виден просцениум, но большая часть сцены находится за опущенным занавесом. Аудиториум (Чикаго) в Чикаго, архитектор — Луис Салливан

Просце́ниум, просцений, проскений (лат. proscaenium, от др.-греч. προσκήνιον) — передняя, ближайшая к зрителям часть сцены, расположенная перед порталом сцены и занавесом. Просцениум выступает в зрительный зал.
В древнеримском театре просцениумом называлась площадка для игры актёров (другое её название — пульпитум), находившаяся перед сценой (др.-греч. σκηνή). Дальнейшее развитие просцениум получил в Италии в XVI в. («Театро Олимпико» в Виченце с просцениумом шириной 25,72 м и глубиной 6 м). В Англии XVI в. существовал просцениум, отделённый от сцены раздвижным занавесом или колоннами; просторный, глубоко вдающийся в зрительный зал просцениум перешёл в английский театр XVII—XVIII вв.
Разные источники дают близкие, но различающиеся в деталях определения просцениума:
1. фасад, арка, плоскость, отделяющая портал сцены[2][3][4][5][6]
2. часть сцены перед порталом; значение похоже на современный термин авансцена[5][6][7][8][9];
3. сцена античного театра[2][3][4][5][6];
4. каменная пристройка к античной сцене[2][10][11][12];
5. часть сцены перед порталом, но только для античных театров[3][7];
6. декоративные фасад или стена перед сценой[10][11][12].

## Галерея

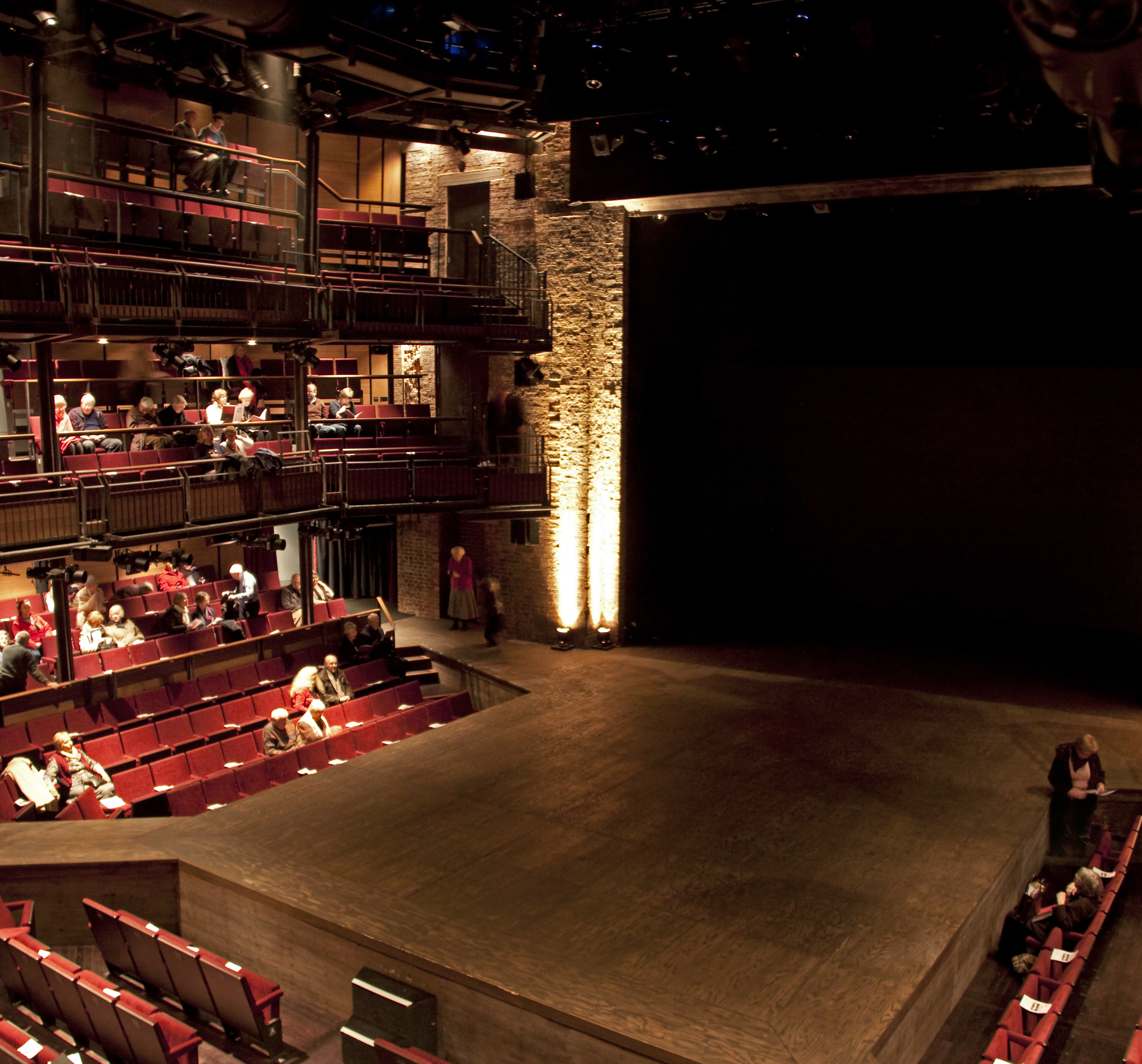
Интерьер Королевского Шекспировского театра, просцениум глубоко выдаётся в зрительный зал
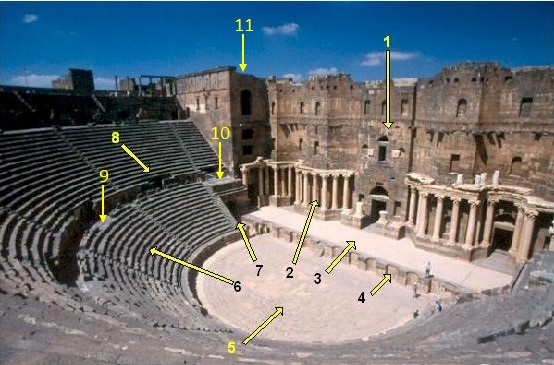
Вид на римский театр в Босре, Сирия: 1) Сценический фасад[англ.] 2) Porticus post scaenam 3) пульпитум[англ.]* 4) Просцениум 5) Орхестра 6) Кавеа[англ.] 7) Aditus maximus 8) Вомиториум[англ.]